# Кампофрегозо, Оттавиано ди
Оттавиано ди Кампофрегозо (итал. Ottaviano Fregoso; Генуя, 1470 — 1524, Искья) — дож Генуэзской республики, губернатор Генуи от имени французского короля в 1515-1522 годах.

## Биография
Оттавиано принадлежал к знатной генуэзской семье Фрегозо и был сыном Агостино Фрегозо и Джентиле ди Монтефельтро, дочери герцога Урбино Федериго да Монтефельтро.
Он родился в Генуе, но, как и его брат Федериго, будущий кардинал, провёл большую часть своей юности при дворе Урбино, где получил классическое образование и обучался у гуманистов Пьетро Бембо и Бальдассаре Кастильоне.
В 1497 году Оттавиано впервые участвует в подготовке военной экспедиции с целью изгнать губернатора Сфорца из Генуи (Генуя находилась на тот момент под миланской властью) с помощью французского короля Карла VIII.
В начале XVI века герцогство Урбино оборонялось от Чезаре Борджа, сына папы Александра VI. Во время этой войны Гвидобальдо да Монтефельтро, дядя Оттавиано, был вынужден уничтожить некоторые форты, чтобы они не достались врагу.
В 1506 году Оттавиано получил от своего дяди в управление коммуну Сант-Агата-Фельтрия, что было официально подтверждено папой Львом X в 1513 году. Кроме того, в 1506 году он был отправлен в Болонью, чтобы вернуть город под власть папы и вырвать его из рук Джованни Бентивольо.
Вернувшись в Геную, Оттавиано вместе со своим двоюродным братом Джано ди Кампофрегозо попытался вытеснить французскую администрацию из города. В те годы в Генуе шла жестокая борьба за доминирование среди знатных семей, особенно между Фрегозо и Адорно. Эти столкновения завершились в 1510 году победой Адорно: Фрегозо были вынуждены покинуть город, и Оттавиано снова нашёл убежище в Урбино.
Три года спустя Оттавиано вновь победил Адорно и Фрегозо вернулись в Геную, где Оттавиано в июне 1513 года стал дожем. Во время своего правления он способствовал важным общественным работам, таким как модернизация порта Генуи и строительство колокольни собора Святого Лаврентия.
Для тех времён Оттавиано показал себя очень великодушным правителем по отношению к политическим врагам, как внутренним (двоюродному брату Джано, бывшему союзнику в борьбе против французов, который пытался свергнуть Оттавиано и вернуть себе пост дожа), так и внешним — историческим противникам в лице семей Адорно и Фиески.
В 1515 году Оттавиано был вынужден признать короля Франции Франциска I господином Генуи. Король оставил ему пост губернатора.
В 1520 году Оттавиано получил от папы Льва X титул графа. В 1522 году испанские войска императора Карла V заняли и разграбили Геную. Губернатор был пленён и отправлен сначала в Неаполь, затем в Аверсу, а затем в крепость Искья, где он умер в 1524 году, по мнению некоторых хронистов, будучи отравленным.
После смерти Оттавиано Сант-Агата-Фельтрия перешла в собственность его брата, кардинал Федериго, а затем его сына Аурелио.
Литераторы того времени описывают Оттавиано как либерального и великодушного правителя, эталона для правителей того времени (так, в частности, его описывает Кастильоне в своей книге Il Cortegiano).